# HD 120642
HD 120642 é uma estrela em um sistema binário na constelação de Centaurus. Tem uma magnitude aparente visual de 5,26, sendo visível a olho nu em locais com pouca poluição luminosa. De acordo com medições de paralaxe, está localizada a aproximadamente 310 anos-luz (95 parsecs) da Terra. É um possível membro da associação Scorpius–Centaurus, a associação OB mais próxima do Sol.
Esta é uma estrela de classe B da sequência principal com um tipo espectral de B8V. Tem uma massa próxima de 3,3 vezes a massa solar e uma idade mais provável na faixa de 50 a 150 milhões de anos, sendo estimado que já tenha passado por 18% do seu tempo de sequência principal. Seu raio é equivalente a 2,3 vezes o raio solar. Está irradiando de sua fotosfera 72 vezes a luminosidade solar a uma temperatura efetiva de 13 032 K.
Separada da primária por 18,11 segundos de arco, o componente secundário do sistema, HD 120641, tem uma magnitude aparente visual de 7,48 e é uma estrela de classe F na pré-sequência principal com um tipo espectral de F0Vp. Tem uma temperatura efetiva de 7 760 K e está brilhando com 6 vezes a luminosidade solar. Está a uma separação projetada de 1 556 UA da estrela primária.